# Natàlia Petrussiova
Natàlia Anatólievna Petrussiova, citada de vegades com a Nataliya Petrusyova o Natalya Petrusyova (en rus: Ната́лья Анато́льевна Петрусёва) (Moscou, Unió Soviètica 1955) és una patinadora de velocitat sobre gel soviètica, ja retirada.

## Biografia
Va néixer el 2 de setembre de 1955 a la ciutat de Moscou, capital de la Unió Soviètica i que avui en dia és capital de la Federació Russa.
El 1980 fou guardonada amb l'Orde de l'Amistat dels Pobles.

## Carrera esportiva
Especialista en distàncies curtes i mitjanes, va participar en els Jocs Olímpics d'Hivern de 1980 realitzats a Lake Placid (Estats Units), on aconseguí guanyar la medalla d'or en la prova de 1.000 metres. En la prova de 500 metres va aconseguir guanyar la medalla de bronze, i va finalitzar així mateix vuitena en les proves de 1.500 i 3.000 metres. En els Jocs Olímpics d'Hivern de 1984 realitzats a Sarajevo (Iugoslàvia) va aconseguir guanyar dues medalles de bronze en les proves de 1.000 i 1.500 metres, finalitzant així mateix sisena en els 500 metres i novena en els 3.000 metres.
Al llarg de la seva carrera es convertí en tres vegades campiona del seu país en la prova de combinada (1980, 1981 i 1982) i dues en l'esprint (1980 i 1981). En el Campionat del Món de patinatge de velocitat es convertí en campiona mundial de combinada en dues ocasions (1980 i 1981) i una en esprint (1982). En el Campionat d'Europa de patinatge de velocitat es convertí en campiona de combinada en dues ocasions (1981 i 1982).

### Rècords del món
Al llarg de la seva carrera Petrusyova realitzà els següents rècords:
| Prova   | Temps   | Data               | Seu   |
| ------- | ------- | ------------------ | ----- |
| 1.000 m | 1:23.01 | 27 de març de 1980 | Medeo |
| Samalog | 173.434 | 27 de març de 1980 | Medeo |
| 1.500 m | 2:06.01 | 3 de gener de 1981 | Medeo |
| Samalog | 171.149 | 4 de gener de 1981 | Medeo |
| 1.500 m | 2:05.39 | 27 de març de 1981 | Medeo |
| 1.000 m | 1:20.81 | 28 de març de 1981 | Medeo |
| 1.500 m | 2:04.04 | 25 de març de 1983 | Medeo |
| 1.000 m | 1:19.31 | 26 de març de 1983 | Medeo |
| Samalog | 166.682 | 26 de març de 1983 | Medeo |
| Samalog | 168.387 | 28 de març de 1983 | Medeo |

### Marques personals
| Prova   | Temps   | Data                   | Seu       |
| ------- | ------- | ---------------------- | --------- |
| 500 m   | 40.51   | 24 de març de 1984     | Medeo     |
| 1.000 m | 1:19.31 | 26 de març de 1983     | Medeo     |
| 1.500 m | 2:04.04 | 25 de març de 1983     | Medeo     |
| 3.000 m | 4:29.31 | 26 de desembre de 1980 | Medeo     |
| 5.000 m | 7:51.80 | 23 d'agost de 1981     | Leningrad |